# 진양근
진양근(陳洋根, 일본식 이름: 松本洋根마쓰모토 요콘, 1906년 5월 13일 ~ 1996년 4월 22일)은 일제강점기의 만주국 관료로, 본적은 서울특별시 종로구 명륜동이며 함경남도 홍원군 송원면 출신이다.

## 생애
1932년 일본 교토 제국대학 법학부를 졸업했으며 1932년 10월 만주국 대동학원을 졸업했다. 1933년 6월부터 1934년까지 지린 성(吉林省, 길림성) 이퉁 현(伊通縣, 이통현) 속관으로 근무했고 1934년 3월 1일 만주국 정부로부터 건국공로장을 받았다. 1935년 8월 지린 성(吉林省, 길림성) 공서 실업청 사무관으로 선임되었으며 1935년 12월 만주국 민정부 척정사(拓政司) 사무관으로 선임되었다. 1938년 만주국 산업부 사무관으로 근무했고 같은 해에 일본 정부로부터 만주 사변 제1차 종군기장(훈로 정(勳勞 丁))을 받았다.
1939년 1월 1일 만주국 산업부 개척총국 초간처(招墾處) 사무관으로 임명되었으며 1940년 4월 안둥 시(安東市, 안동시) 행정과장으로 임명되었다. 안둥 시 행정과장으로 재직 중이던 1940년 만주국 협화회와 함께 조선인여학교 설립에 참여했는데 이는 일본의 황민화 교육 정책 시행과 관련이 있었다. 1940년 7월 15일 만주국 정부로부터 훈6위 경운장(景雲章)을 받았고 1940년 9월 만주국 젠다오 성(間島省, 간도성) 민생청 지방과장으로 임명되었다.
1940년 11월 동남지구특별공작후원회 상무위원을 역임하는 동안 일본의 항일 무장 세력 탄압을 적극 지원했으며 1941년 2월 흥아청년구락부(興亞靑年俱樂部) 교양연구부 간사로 선임된 뒤부터 젠다오 성(間島省, 간도성)에 거주하던 조선인들을 상대로 한 협화운동을 적극 주도했다. 1941년 3월 10일부터 1943년까지 만주국 젠다오 성(間島省, 간도성) 재무과장을 역임했고 1941년 7월 7일 만주국 정부로부터 국세 조사 기념장을 받았다.
1943년 10월 만주국 총무청 지방처 참사관으로 임명되었으며 1944년 10월 13일 만주국 둥만 총성(東滿總省, 동만총성) 허룽 현(和龍縣, 화룡현) 현장으로 임명되었다. 광복 이후인 1949년 6월 6일 반민족행위특별조사위원회에 체포된 뒤에는 한동안 마포형무소에 수감되기도 했다. 1949년 대한식량공사 경기도지부장, 1952년 대한식량공사 청계위원회 사무국장, 1953년 한국미곡창고주식회사 전무이사를 역임했다. 민족문제연구소의 친일인명사전 수록자 명단의 해외 부문, 친일반민족행위진상규명위원회가 발표한 친일반민족행위 705인 명단에 포함되었다.

## 참고자료
- 친일반민족행위진상규명위원회 (2009). 〈진양근〉. 《친일반민족행위진상규명 보고서 Ⅳ-17》. 서울. 477~493쪽.